# بوش (آرکانزاس)
بوش (به انگلیسی: Busch) یک منطقهٔ مسکونی در ایالات متحده آمریکا است که در شهرستان کرول، آرکانزاس واقع شده‌است. بوش ۳۳۸٫۰۳ متر بالاتر از سطح دریا واقع شده‌است.